# Commodore CBM-II
Commodore CBM-II — линейка 8-битных персональных компьютеров от Commodore Business Machines, выпущенная в 1982 году и задуманная как продолжение серии Commodore PET.

## Описание
CBM-II имеет две версии: серию «P» (personal = личное или домашнее использование) и серию «B» (business = использование в бизнесе). Серия «B» была доступна со встроенным монохромным монитором с отдельной клавиатурой, а также как единое устройство со встроенной клавиатурой, но без монитора. Эти машины часто называли «Porsche PET» из-за неверных слухов о том, что корпус был разработан компанией Porsche. Хотя Commodore первоначально консультировалась с Porsche по поводу дизайна корпуса, его производство оказалось слишком дорогим, поэтому Commodore привлекла дизайнера Иру Велински (англ. Ira Velinski) для создания корпуса на основе оригинального прототипа PET.
В серии «P» используется 40-колоночный цветной видеочип VIC-II, такой как в Commodore 64 (C64). Также включает в себя два стандартных порта для джойстика в стиле Atari. В серии «P» центральный процессор MOS Technology 6509 работает на частоте 1 МГц благодаря использованию чипа VIC-II. Машины как B-серии, так и P-серии имеют чип SID 6581, хотя тактовая частота B-серии 2 МГц делает невозможным чтение любого из регистров SID. В серии B используется видеочип 6545 CRTC, обеспечивающий монохромный выходной сигнал «зелёного экрана» с 80 столбцами, более подходящий для обработки текста и других деловых целей, чем дисплей с 40 столбцами VIC-II. Порты для джойстика отсутствуют в серии «B», но разъём все ещё находится на материнской плате.
CBM-II — единственные 8-битные машины Commodore с портом RS-232. В машинах также имеется слот для картриджа, однако никакого известного программного обеспечения для картриджей разработано не было.
Серия «B» сохранила интерфейс IEEE-488 от PET вместо последовательного интерфейса Commodore bus на VIC-20 и C64. Небольшое количество программного обеспечения Commodore, разработанное для серии «B», распространялось на дискетах в 500 килобайт, считываемых посредством дисковода Commodore 8050, а не на дискетах на 170 килобайт для дисководов Commodore 4040, Commodore 2031 или Commodore 1541.
Дополнительная плата сопроцессора на базе Intel 8088 позволяет серии CBM-II запускать CP/M-86 1.1 и MS-DOS 1.25; однако компьютеры не были совместимы с IBM PC, и программного обеспечения, использующего эту возможность, было очень мало, если оно вообще существовало. Также имелись планы использования Zilog Z8001 для запуска CP/M-80, но неизвестно, было ли это реализовано.
BASIC, входящий в серию CBM-II, известен как BASIC 4.0+ и содержит расширенные дисковые команды Бейсика, а также несколько других дополнительных функций для структурированного программирования и перехвата ошибок.